# Zlatko Junuzović
Zlatko Junuzović (Loznica, Mačva, Sèrbia, 26 de setembre de 1987) és futbolista austríac d'ascendència bosniana. Juga com a interior esquerre i el seu actual club és el Werder Bremen de la Bundesliga d'Alemanya. És conegut en l'equip per la seva especialitat per cobrar els tirs lliures.

## Carrera en clubs
El 30 de gener de 2012 es va confirmar el traspàs de Junuzović al Werder Bremen per 400 000 euros.

## Clubs
| Club               | País     | Any            |
| ------------------ | -------- | -------------- |
| Grazer AK          | Àustria  | 2005 - 2007    |
| SK Àustria Kärnten | Àustria  | 2007 - 2009    |
| Àustria Viena      | Àustria  | 2009 - 2012    |
| Werder Bremen      | Alemanya | 2012 - Present |